# Stångören (vid Iskmo ön, Korsholm)
Stångören är en ö i Finland. Den ligger i Norra kvarken och i kommunen Korsholm i den ekonomiska regionen  Vasa i landskapet Österbotten, i den västra delen av landet. Ön ligger omkring 14 kilometer norr om Vasa och omkring 380 kilometer nordväst om Helsingfors.
I omgivningarna runt Stångören växer i huvudsak blandskog. Inlandsklimat råder i trakten. Årsmedeltemperaturen i trakten är 1 °C. Den varmaste månaden är juli, då medeltemperaturen är 16 °C, och den kallaste är januari, med −12 °C.